# مقبض بطارية

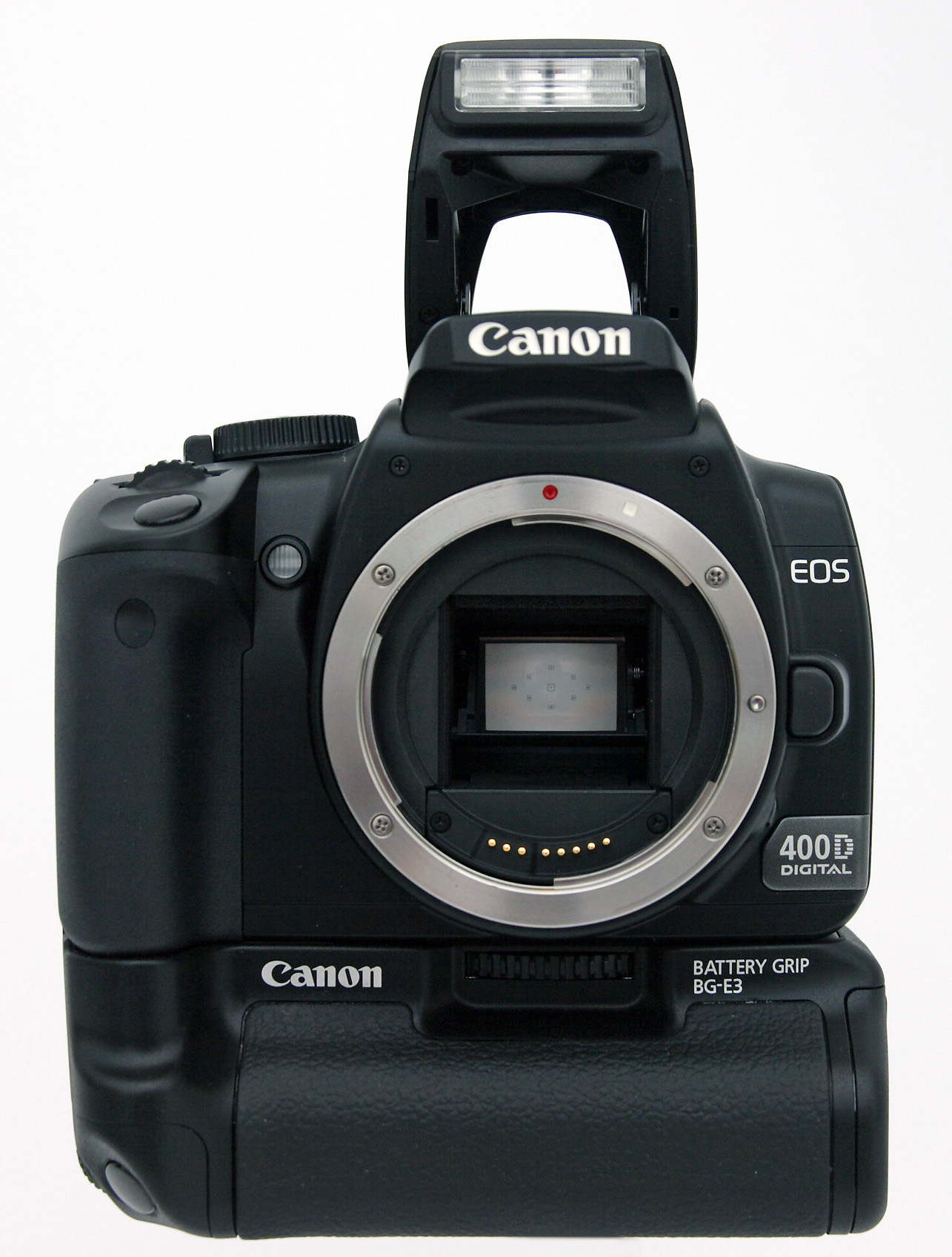
كاميرا تصوير كانون 400 دي ذات عدسة أحادية عاكسة ومثبت بها البطارية جريب.

مقبض بطارية أو بطارية جريب (بالإنجليزية: Battery grip)‏ هو أداة يتم استخدامها من قبل محترفي وهواة التصوير الرقمي ويتم تثبيتها في أسفل الكاميرات الرقمية، ولها عدة وظائف هامة مثل إضافة بطارية أخرى للكاميرا للحصول على وقت تصوير أطول بدون الحاجة لتبديل البطارية. وهذا الجريب مخصص للكاميرات الرقمية ذات العدسة الأحادية العاكسة والكاميرات العاكسة مفردة العدسة.